# هرریتا (بازیکن فوتبال، زاده ۱۹۱۴)
هرریتا (انگلیسی: Herrerita; ۵ ژوئیهٔ ۱۹۱۴ – ۱۵ اوت ۱۹۹۱) بازیکن فوتبال اهل اسپانیا بود.
از باشگاه‌هایی که در آن بازی کرده‌است می‌توان به باشگاه فوتبال اسپورتینگ خیخون، باشگاه فوتبال رئال اویدو، و باشگاه فوتبال بارسلونا اشاره کرد.
وی همچنین در تیم ملی فوتبال اسپانیا بازی کرده‌است.